# Бряг Гулд
Бряг Гулд (на английски: Gould Coast) е част от крайбрежието на Западна Антарктида, в пределите на Земя Едуард VІІ, простиращ се между 83°30’ и 85°30’ ю.ш. и 140° и 150° з.д., с дължина около 250 km. Брегът е разположен в южната част на Земя Едуард VІІ, в основата на шелфовия ледник Рос, като на север граничи с Брега Сайпъл, а на югозапад – с Брега Амундсен на Земя Едуард VІІ. Изцяло е покрит с дебела ледена покривка, над която стърчат отделни оголени върхове, които са част от Трансантарктическите планини. От тях към шелфовия ледник Рос се спускат няколко мощни планински ледници: Леверет, Рейди и др.
Брегът и ледниците спускащи се по него са открити, изследвани и първично картирани през 1929 г. от американския геолог Лорънс Гулд, ръководител на една от изследователските групи в експедицията ръководена от Ричард Бърд през 1928 – 1929 г. През 1961 г. Новозеландският Комитет по антарктическите названия в чест на своя откривател и пръв изследовател Лорънс Гулд присвоява названието Бряг Гулд на този участък от антарктическия бряг.